# Judy Wajcman
Judy Wajcman (12 de desembre de 1950) és una professora de sociologia de la London School of Economics. Anteriorment va ser professora de sociologia a l'Escola de Recerca de Ciències Socials de la Universitat Nacional Australiana. Ha estat professora visitant al Lehman Brothers Centre for Women in Business de la London Business School, i a l'Oxford Internet Institute. Ha ocupat anteriorment càrrecs a Cambridge, Edimburg, Manchester, Sydney, Tòquio, Viena, Warwick i Zuric. També ha estat professora convidada a l'All Souls College (Oxford). Va ser la primera dona membre del St. John's College de Cambridge (Norman Laski Research Fellow 1978-1980). Entre 2010 i 2011 va presidir la Society for Social Studies of Science i encara és membre del seu Handbook Committee.
Wajcman és probablement coneguda pel seu anàlisi de la visió de gènere de la tecnologia. Va ser una autora primerenca sobre els estudis socials de la tecnologia, així com els estudis de gènere, el treball i les organitzacions.